# حس عمقی

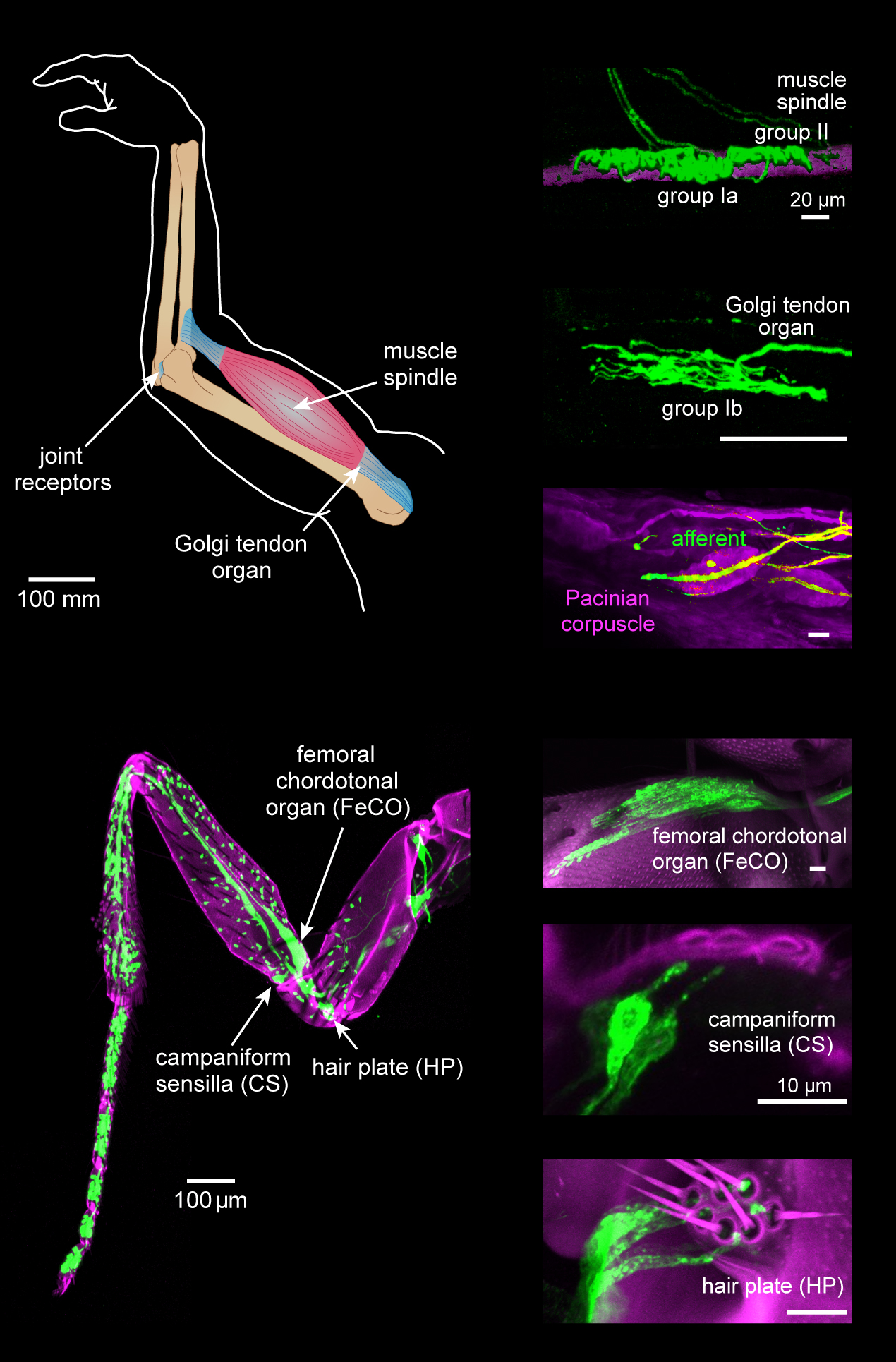
کپسول‌های مفصلی و دوک‌های عضلانی وظیفه تبدیل انرژی مکانیکی به یک پیام عصبی (حس) را دارند که در فاصل و عضلات قرار دارند

حس عمقی (انگلیسی: Proprioception) حسی است که بوسیله آن فرد حرکت و موقعیت اعضای بدن خود را درک می‌نماید. این حس برخی اوقات حس ششم هم نامیده می‌شود.
تأمین کننده این حس نورون‌های احساسی مکانیکی (mechanosensory) هستند که در ماهیچه‌ها، تاندون‌ها و مفاصل جای دارند. دستگاه عصبی مرکزی، حس عمقی را با سایر حواس از جمله بینایی و حس تعادل یکپارچه می‌کند تا به فرد دیدی کلی در مورد موقعیت بدنی، حرکت و شتاب بدهد. اخیراً حس عمقی در گیاهان زمینی (گلدار) نیز شناخته شده است.

## در دستگاه عصبی
حس عمقی (پروپریوسپشن) به دو صورت است:
- حس عمقی خودآگاه (ادراکی)
- حس عمقی ناخودآگاه (غیر ادراکی)

### حس عمقی خودآگاه (ادراکی)
این مسیر برای اندام‌های فوقانی و تحتانی یکسان نیست. مسیر حس عمقی خودآگاه در نهایت به تالاموس و سپس به ناحیه آهیانه در قشر مغز است.

#### حس عمقی خودآگاه اندام فوقانی
مسیر حس عمقی برای اندام فوقانی، راه ستون پشتی-نوار داخلی است. آوران‌های اولیه از دوک‌های عصبی-ماهیچه‌ای و کپسول‌های مفصلی از طریق طناب کونئاتوس به هسته کونئاتوس در بصل النخاع می‌روند. دومین نورون از هسته کونئاتوس پس از تقاطع در بصل النخاع تحت عنوان نوار داخلی (لمنیسکوس داخلی) به تالاموس سیر می‌کنند. نورون سوم از تالاموس خارج شده و در قشر مغز (ناحیه آهیانه) پایان می‌یابد.

#### حس عمقی خودآگاه اندام تحتانی
ابتدا آوران‌های اولیه از دوک‌های عصبی-ماهیچه‌ای و کپسول‌های مفصلی به هسته کلارک (Clarcke's nucleus) در ماده خاکستری نخاع می‌روند. نورون‌های درجه دوم، راه نخاعی-مخچه‌ای پشتی را تا بصل النخاع ادامه می‌دهند، ولی به هسته Z رفته که این هسته نسبت به هسته گراسیلیس کمی جلوتر و بالاتر قرار گرفته است. سپس همانند رشته‌های هسته‌های گراسیلیس و کونئاتوس پس از تقاطع در بصل النخاع تحت عنوان نوار داخلی به تالاموس و در پایان به قشر آهیانه‌ای مغز می‌روند.

### حس عمقی ناخودآگاه (غیر ادراکی)
این مسیری است که پیام‌ها از گیرنده‌های حس عمقی به مخچه می‌روند. در این مسیر، دومین نورون در مخچه خاتمه می‌یابد. راه حس عمقی ناخودآگاه شامل دو راه است:
- راه اسپاینوسربلار خلفی (راه نخاعی-مخچه‌ای پشتی). نورون اول در نخاع بوده (یعنی در هسته کلارک) که در آنجا با دومین نورون سیناپس می‌دهد. نورون اخیر در مخچه پایان می‌یابد. پیام‌های حسی این مسیر در ارتباط با اندام تحتانی و ناحیه تحتانی تنه است.
- راه کونئوسربلار. این راه پیام‌های ورودی مربوط به اندام فوقانی و قسمت فوقانی تنه را به مخچه انتقال می‌دهد (ازطریق هسته فرعی کونئیت).

با توجه به اینکه دو راه نخاعی-مخچه‌ای پشتی و کونئوسربلار غیر متقاطع هستند، بنابراین به نیمکره مخچه‌ای همان طرف می‌روند. بر این اساس، برخلاف قشر حرکتی مغز که حرکات طرف مقابل بدن را کنترل می‌کند، هر نیمکره مخچه‌ای در تنظیم حرکات همان سمت نقش دارد. مخچه از طریق راه‌های فوق در هر لحظه در جریان وضعیت و حالت قسمت‌های مختلف بدن قرار می‌گیرد.